# Acanthochondria hippoglossi
Acanthochondria hippoglossi – gatunek widłonoga z rodziny Chondracanthidae. Nazwa naukowa tego gatunku skorupiaków została opublikowana w 1987 roku przez kanadyjskiego parazytologa polskiego pochodzenia Zbigniewa Kabatę. Gatunek został ujęty w Catalogue of Life.